# Pseudadercotryma
Pseudadercotryma es un género de foraminífero bentónico de la subfamilia Trochammininae, de la familia Trochamminidae, de la superfamilia Trochamminoidea, del suborden Trochamminina, y del orden Trochamminida. Su especie tipo es Haplophragmium truncatuliniforme. Su rango cronoestratigráfico abarca el Holoceno.

## Discusión
Clasificaciones previas incluían Pseudadercotryma en el suborden Textulariina del orden Textulariida. Otras clasificaciones lo han incluido en el orden Lituolida.

## Clasificación
Pseudadercotryma incluye a las siguientes especies:
- Pseudadercotryma truncatuliniforme